# Międzynarodowe Stowarzyszenie Typograficzne
Międzynarodowe Stowarzyszenie Typograficzne (fr. Association Typographique Internationale, w skrócie ATypI) – organizacja non-profit działająca na rzecz rozwoju typografii.

## Organizacja
Międzynarodowe Stowarzyszenie Typograficzne zostało założone w 1957 roku w Lozannie przez Charlesa Peignota, właściciela paryskiej odlewni czcionek Deberny&Peignot. Od 1975 roku jest afiliowane przy UNESCO jako organizacja pozarządowa. ATypI zrzesza osoby fizyczne i prawne. Do stowarzyszenia należą poligrafowie, typografowie, graficy, projektanci fontów, producenci pism drukarskich i systemów składu, a także szkoły artystyczne i techniczne. Organizacja zajmuje się szkoleniem zawodowym i akademickim związanym z projektowaniem druków. Sprawuje też pieczę nad międzynarodową ochroną prawną projektów graficznych publikacji. Za cel stawia sobie również rozpowszechnianie wiedzy o historii typografii.
Do stowarzyszenia należą trzydzieści dwa państwa z całego świata, w tym Polska. Zarząd ATypI jest wybierany w drodze demokratycznego głosowania. Obecnym prezesem jest Argentyńczyk José Scaglione. Działania organizacji są koordynowane przez delegatów krajowych z poszczególnych państw. Dotychczas polskimi delegatami byli Roman Tomaszewski (1965–1992), Krzysztof Lenk (1973–1979) i Adam Twardoch (2000–2006). Obecnie funkcję tę pełnią Artur Frankowski i Ewa Satalecka.

## Konferencje
Międzynarodowe Stowarzyszenie Typograficzne organizuje coroczne konferencje. Wykładom towarzyszą warsztaty, wystawy, prezentacje, pokazy mistrzowskie, a także sprzedaż typograficznych wydawnictw i artefaktów antykwarycznych oraz aukcje unikatowych obiektów typograficznych. W 2016 roku konferencja odbyła się w Warszawie w dniach 13–17 września pod hasłem „Crossroads”, które ma symbolizować wielokulturowość oraz skrzyżowanie kultur pisma i typografii.

## Prix Charles Peignot
Dla upamiętnienia założyciela ATypI, raz na cztery lub pięć lat stowarzyszenie przyznaje „Prix Charles Peignot for Excellence in Type Design”. O nagrodę mogą ubiegać się osoby poniżej trzydziestego piątego roku życia, które wniosły wybitny wkład w projektowanie krojów pisma.